# Десятичная дробь

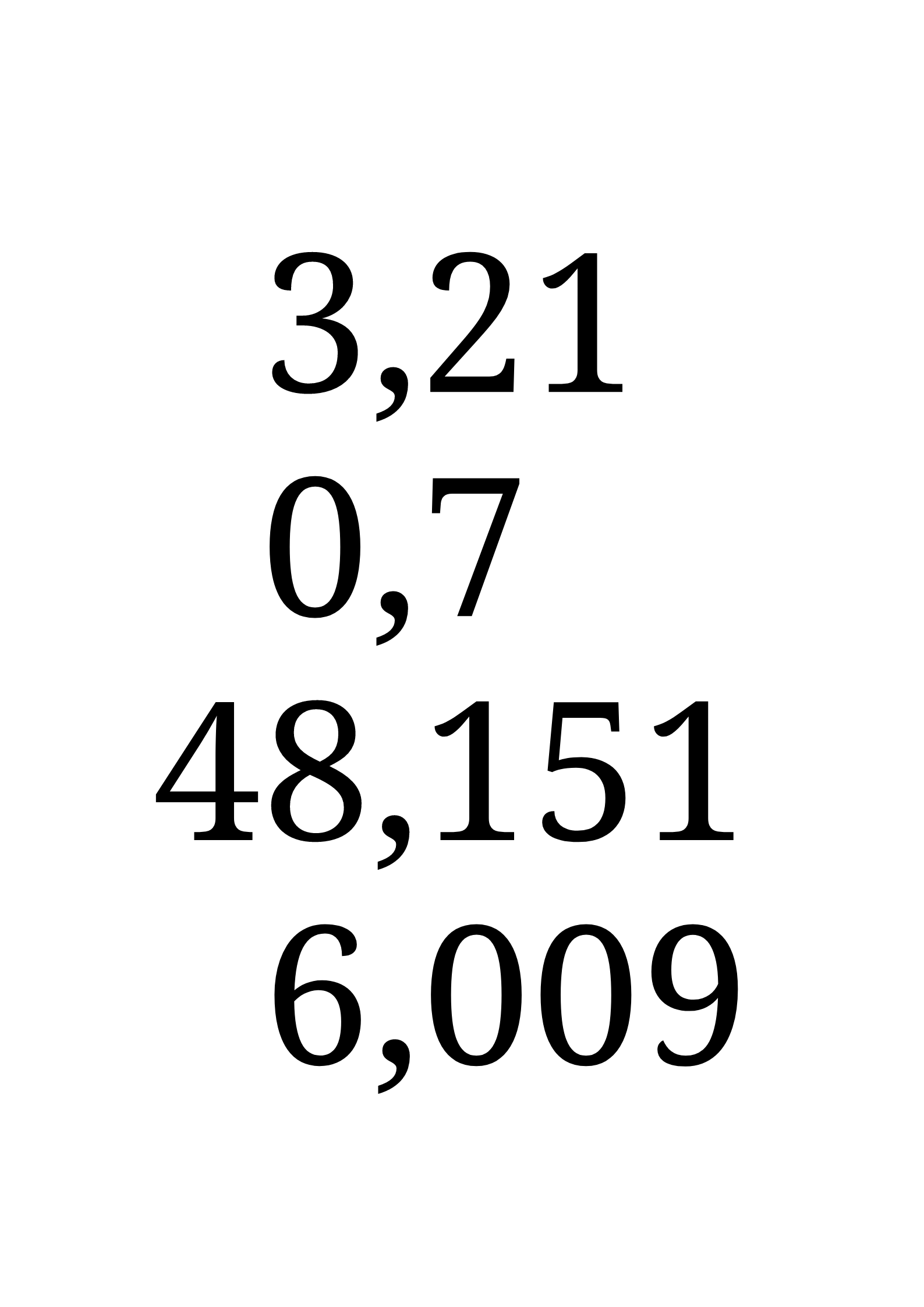
Примеры конечных десятичных дробей

Десяти́чная дробь — разновидность формы записи дробных чисел, способ представления действительных чисел в позиционной десятичной системе нумерации таким образом, чтобы знаменателем дроби служило число {\displaystyle 10} с каким-нибудь натуральным показателем и этот знаменатель был задан неявно, но подразумевался. Общий вид десятичной дроби:
{\displaystyle \pm d_{m}\ldots d_{1}d_{0}{,}d_{-1}d_{-2}\ldots }
где
{\displaystyle \pm } — знак числа: либо {\displaystyle +}, либо {\displaystyle -},
{\displaystyle ,} — десятичная запятая, служащая разделителем между целой и дробной частью числа (стандарт стран СНГ),
{\displaystyle d_{k}} — десятичные цифры. Причём последовательность цифр до запятой (слева от неё) конечна (как минимум одна цифра), а после запятой (справа от неё) — может быть как конечной (в частности, цифры после запятой могут вообще отсутствовать), так и бесконечной.
Примеры:
- {\displaystyle 123{,}45} (конечная десятичная дробь)
- Представление числа {\displaystyle \pi } в виде бесконечной десятичной дроби: {\displaystyle 3{,}1415926535897...}

Значением десятичной дроби {\displaystyle \pm d_{m}\ldots d_{1}d_{0},d_{-1}d_{-2}\ldots } является действительное число
{\displaystyle \pm \left(d_{m}\cdot 10^{m}+\ldots +d_{1}\cdot 10^{1}+d_{0}\cdot 10^{0}+d_{-1}\cdot 10^{-1}+d_{-2}\cdot 10^{-2}+\ldots \right),}
равное сумме конечного или бесконечного числа слагаемых.
Представление действительных чисел с помощью десятичных дробей является обобщением записи целых чисел в десятичной системе счисления. В представлении целого числа в виде десятичной дроби отсутствуют цифры после запятой, и таким образом, это представление имеет вид
{\displaystyle \pm d_{m}\ldots d_{1}d_{0},}
что совпадает с записью этого числа в десятичной системе счисления.

## Конечные и бесконечные десятичные дроби

### Конечные дроби
Десятичная дробь называется конечной, если она содержит конечное число цифр после запятой (в частности, ни одного), то есть имеет вид
{\displaystyle \pm a_{0}{,}a_{1}a_{2}\ldots a_{n}}
В соответствии с определением эта дробь представляет число
{\displaystyle \pm \sum _{k=0}^{n}a_{k}\cdot 10^{-k}}
Легко видеть, что это число можно представить в виде обыкновенной дроби вида {\displaystyle p/10^{s}}, знаменатель которой является степенью десятки. Обратно, любое число вида {\displaystyle p/10^{s}}, где {\displaystyle p} — целое, а {\displaystyle s} — целое неотрицательное, можно записать в виде конечной десятичной дроби.
Если обыкновенную дробь {\displaystyle p/10^{s}} привести к несократимому виду, её знаменатель будет иметь вид {\displaystyle 2^{m}5^{n}}. Таким образом, имеет место следующая теорема о представимости действительных чисел в виде конечных десятичных дробей.
Теорема. Действительное число представимо в виде конечной десятичной дроби тогда и только тогда, когда оно является рациональным и при записи его несократимой дробью {\displaystyle p/q} знаменатель {\displaystyle q} не имеет простых делителей, отличных от {\displaystyle 2} и {\displaystyle 5}.

### Бесконечные дроби
Бесконечная десятичная дробь
{\displaystyle \pm a_{0}{,}a_{1}a_{2}\ldots }
представляет, согласно определению, действительное число
{\displaystyle \pm \sum _{k=0}^{\infty }a_{k}\cdot 10^{-k}}
Этот ряд сходится, каковы бы ни были целое неотрицательное {\displaystyle a_{0}} и десятичные цифры {\displaystyle a_{1},a_{2},\ldots }. Это предложение вытекает из того факта, что последовательность его частичных сумм (если отбросить знак дроби) ограничена сверху числом {\displaystyle a_{0}+1} (см. критерий сходимости знакоположительных рядов).

## Представление действительных чисел десятичными дробями
Таким образом, всякая конечная или бесконечная десятичная дробь представляет некоторое вполне определённое действительное число. Остаются следующие вопросы:
1. Всякое ли действительное число может быть представлено в виде десятичной дроби?
2. Единственно ли такое представление?
3. Каков алгоритм разложения числа в десятичную дробь?

Эти вопросы освещаются ниже.

### Алгоритм разложения числа в десятичную дробь
Ниже описывается алгоритм построения по произвольному действительному числу {\displaystyle \alpha } десятичной дроби, которая является его представлением.
Рассмотрим вначале случай {\displaystyle \alpha \geqslant 0}. Разделим всю числовую прямую целочисленными точками на отрезки единичной длины. Рассмотрим тот отрезок {\displaystyle I_{0}}, который содержит точку {\displaystyle \alpha }; в частном случае, когда точка {\displaystyle \alpha } является концом двух соседних отрезков, в качестве {\displaystyle I_{0}} выберем правый отрезок.
Если обозначить целое неотрицательное число, являющееся левым концом отрезка {\displaystyle I_{0}}, через {\displaystyle a_{0}}, то можно записать:
{\displaystyle I_{0}=[a_{0}\,;\,a_{0}+1]}
На следующем шаге разделим отрезок {\displaystyle I_{0}} на десять равных частей точками
{\displaystyle a_{0}+b/10,\;b=1,\ldots ,9}
и рассмотрим тот из отрезков длины {\displaystyle 1/10}, на котором лежит точка {\displaystyle \alpha }; в случае когда эта точка является концом двух соседних отрезков, из этих двух отрезков опять выберем правый.
Обозначим этот отрезок {\displaystyle I_{1}}. Он имеет вид:
{\displaystyle I_{1}=\left[a_{0}+{\frac {a_{1}}{10}}\,;\,a_{0}+{\frac {a_{1}+1}{10}}\right]}
Будем продолжать аналогичным образом процесс измельчения числовой прямой и последовательного уточнения положения точки {\displaystyle \alpha }.
На очередном шаге, имея отрезок {\displaystyle I_{n-1}}, содержащий точку {\displaystyle \alpha }, мы делим его на десять равных отрезков и выбираем из них тот отрезок {\displaystyle I_{n}}, на котором лежит точка {\displaystyle \alpha }; в случае когда эта точка является концом двух соседних отрезков, из этих двух отрезков выбираем правый.
Продолжая этот процесс мы получим последовательность отрезков {\displaystyle I_{0},I_{1},\ldots } вида
{\displaystyle I_{n}=\left[a_{0}+{\frac {a_{1}}{10^{1}}}+\ldots +{\frac {a_{n}}{10^{n}}}\,;\,a_{0}+{\frac {a_{1}}{10^{1}}}+\ldots +{\frac {a_{n}}{10^{n}}}+{\frac {1}{10^{n}}}\right]}
где {\displaystyle a_{0}} — целое неотрицательное, а {\displaystyle a_{1},a_{2},\ldots } — целые числа, удовлетворяющие неравенству {\displaystyle 0\leqslant a_{k}\leqslant 9}.
Построенная последовательность отрезков {\displaystyle I_{0},I_{1},\ldots } обладает следующими свойствами:
- Отрезки последовательно вложены друг в друга: {\displaystyle I_{0}\supset I_{1}\supset I_{2}\supset \ldots }
- Длина отрезков {\displaystyle |I_{n}|=10^{-n},\;n=0,1,2,\ldots }
- Точка {\displaystyle \alpha } принадлежит всем отрезкам последовательности

Из этих условий следует, что {\displaystyle I_{0},I_{1},\ldots } есть система вложенных отрезков, длины которых стремятся к нулю при {\displaystyle n\to \infty }, а точка {\displaystyle \alpha } есть общая точка всех отрезков системы. Отсюда вытекает, что последовательность левых концов отрезков сходится к точке {\displaystyle \alpha } (аналогичное утверждение справледливо и для последовательности правых концов), то есть
{\displaystyle a_{0}+{\frac {a_{1}}{10^{1}}}+\ldots +{\frac {a_{n}}{10^{n}}}\to \alpha } при {\displaystyle n\to \infty }
Это значит, что ряд
{\displaystyle \sum _{k=0}^{\infty }a_{k}\cdot 10^{-k}}
сходится к числу {\displaystyle \alpha }, и таким образом, десятичная дробь
{\displaystyle a_{0}{,}a_{1}a_{2}\ldots }
является представлением числа {\displaystyle \alpha }. Таким образом, найдено разложение неотрицательного числа {\displaystyle \alpha } в десятичную дробь.
Полученная десятичная дробь является бесконечной по построению. При этом может оказаться, что начиная с некоторого номера, все десятичные знаки после запятой суть нули, то есть дробь имеет вид
{\displaystyle a_{0}{,}a_{1}\ldots a_{n}000\ldots }
Нетрудно видеть, что эта возможность имеет место в том случае, когда на некотором шаге точка {\displaystyle \alpha } совпадает с одной из точек деления числовой прямой. В этом случае отбрасывая в сумме
{\displaystyle \sum _{k=0}^{\infty }a_{k}\cdot 10^{-k}}
нулевые слагаемые, получим, что число {\displaystyle \alpha } также может быть представлено конечной десятичной дробью
{\displaystyle a_{0}{,}a_{1}\ldots a_{n}}
Вообще, ясно, что приписывая в конец десятичной дроби после запятой любое количество нулей (в том числе бесконечное), мы не изменяем значение дроби. Таким образом, в данном случае число {\displaystyle \alpha } может быть представлено как конечной, так и бесконечной десятичной дробью (полученной из первой приписыванием бесконечного числа нулей).
Тем самым рассмотрен случай неотрицательного {\displaystyle \alpha }. В случае отрицательного {\displaystyle \alpha }, в качестве десятичного представления этого числа можно взять представление противоположного ему положительного числа, взятое со знаком «минус».
Приведенный алгоритм дает способ разложения произвольного действительного числа в десятичную дробь. Тем самым доказана следующая
Теорема. Всякое действительное число может быть представлено в виде десятичной дроби.

### О роли аксиомы Архимеда
Приведенный алгоритм разложения действительного числа в десятичную дробь существенно опирается на свойство системы действительных чисел, называемое аксиомой Архимеда.
Это свойство было использовано дважды в алгоритме. В самом начале построения выбиралось целое {\displaystyle a_{0}}, такое, что действительное число {\displaystyle \alpha } находится между {\displaystyle a_{0}} и следующим целым {\displaystyle a_{0}+1}:
{\displaystyle a_{0}\leqslant \alpha <a_{0}+1,\;a_{0}\in \mathbb {Z} }
Однако существование такого целого числа {\displaystyle a_{0}} надо ещё доказать: нельзя исключать, например, возможность, когда, каково бы ни было целое {\displaystyle n}, всегда имеет место неравенство {\displaystyle n\leqslant \alpha }. Если бы этот случай имел место, то, очевидно, нужного числа {\displaystyle a_{0}} не нашлось бы.
Эта возможность как раз исключается аксиомой Архимеда, согласно которой каково бы ни было число {\displaystyle \alpha }, всегда найдётся целое {\displaystyle n} такое, что {\displaystyle n>\alpha }. Теперь среди чисел {\displaystyle k=1,\ldots ,n} возьмём наименьшее, обладающее свойством {\displaystyle k>\alpha }. Тогда
{\displaystyle k-1\leqslant \alpha <k}
Искомое число найдено: {\displaystyle a_{0}=k-1}.
Второй раз аксиома Архимеда неявно использовалась при доказательстве стремления к нулю длин отрезков последовательности {\displaystyle I_{0},I_{1},I_{2},\ldots }:
{\displaystyle \lim _{n\to \infty }10^{-n}=0}
Строгое доказательство данного предложения опирается на аксиому Архимеда. Докажем эквивалентное соотношение
{\displaystyle \lim _{n\to \infty }10^{n}=\infty }
В соответствии с аксиомой Архимеда, каково бы ни было действительное число {\displaystyle E>0}, последовательность натуральных чисел {\displaystyle 1,2,\ldots } превзойдёт его, начиная с некоторого номера. А поскольку для всякого {\displaystyle n} имеет место неравенство
{\displaystyle 10^{n}>n}
то последовательность {\displaystyle 10^{n}} также превзойдёт {\displaystyle E}, начиная с того же номера. В соответствии с определением предела числовой последовательности, это означает, что {\displaystyle \lim _{n\to \infty }10^{n}=\infty }.

### Неоднозначность представления в виде десятичной дроби
С помощью приведённого алгоритма мы можем для любого действительного числа {\displaystyle \alpha } построить десятичную дробь, представляющую данное число. Однако может случиться, что это же самое число {\displaystyle \alpha } может быть представлено в виде десятичной дроби и другим образом.
Неединственность представления чисел в виде десятичных дробей уже следует из того тривиального факта, что, приписывая конечной дроби справа после запятой нули, мы будем получать формально различные десятичные дроби, представляющие одно и то же число.
Однако, если даже считать дроби, полученные путём приписывания в конец друг другу конечного или бесконечного количества нулей, тождественными, представление некоторых действительных чисел всё же остаётся неединственным.
Рассмотрим например, десятичную дробь
{\displaystyle 0{,}99\ldots }
Согласно определению, эта дробь является представлением числа {\displaystyle 0+9/10+9/100+\ldots =1}. Вместе с тем, это число может быть также представлено в виде десятичной дроби {\displaystyle 1{,}00\ldots }. В самом деле, вещественные числа {\displaystyle a,b} различны тогда и только тогда, когда между ними можно вставить ещё одно вещественное число, не совпадающее с самими {\displaystyle a,b.} Но между {\displaystyle 0{,}99\ldots } и {\displaystyle 1{,}00\ldots } никакого третьего числа вставить нельзя.
Этот пример можно обобщить. Можно показать, что дроби
{\displaystyle \pm a_{0}{,}a_{1}\ldots a_{n-1}a_{n}999\ldots }
и
{\displaystyle \pm a_{0}{,}a_{1}\ldots a_{n-1}(a_{n}+1)000}
где {\displaystyle a_{n}\neq 9}, представляют одно и то же действительное число.
Оказывается, этим общим примером исчерпываются все случаи неоднозначности представления действительных чисел в виде десятичных дробей. При этом мы, конечно, не рассматриваем тривиальные случаи дробей, полученные приписыванием нулей в конец друг другу, а также пару дробей {\displaystyle +0{,}00\ldots } и {\displaystyle -0{,}00\ldots }.
Эти результаты можно суммировать в следующей теореме.
Теорема. Всякое действительное число {\displaystyle \alpha }, не представимое в виде {\displaystyle p/10^{s}}, где {\displaystyle p} — целое, {\displaystyle s} — целое неотрицательное, допускает единственное представление в виде десятичной дроби; при этом эта дробь является бесконечной.
Всякое действительное число вида {\displaystyle \alpha =p/10^{s}} может быть представлено в виде десятичной дроби более чем одним способом. Если {\displaystyle \alpha \neq 0}, то оно может быть представлено как в виде конечной десятичной дроби, а также бесконечной дроби, полученной приписыванием нулей в конец после запятой, так и в виде бесконечной дроби, оканчивающейся на {\displaystyle 999\ldots }. Число {\displaystyle \alpha =0} может быть представлено дробями вида {\displaystyle +0{,}00\ldots }, а также дробями вида {\displaystyle -0{,}00\ldots }.
Замечание. Бесконечные дроби, оканчивающиеся на {\displaystyle 999\ldots }, получаются, если в приведённом выше алгоритме всегда выбирать левый отрезок вместо правого.

#### Лишние нули и погрешность
С точки зрения приближённых вычислений, запись десятичной дроби с нулями в конце не совсем тождественна записи без этих нулей.
Принято считать, что, если погрешность не указана, то абсолютная погрешность десятичной дроби равна половине единицы последнего выписанного разряда, то есть число получено в соответствии с правилами округления. Например, запись «3,7» означает, что абсолютная погрешность равна 0,05. А в записи «3,700» абсолютная погрешность равна 0,0005.
Другие примеры:
- «25» — абсолютная погрешность равна 0,5 (также такая запись может означать точное значение 25: например, 25 штук);
- «2,50∙10⁴» — абсолютная погрешность равна 50;
- «25,00» — абсолютная погрешность равна 0,005.

## Периодические десятичные дроби

### Определение и свойства
Бесконечная десятичная дробь называется периодической, если её последовательность цифр после запятой, начиная с некоторого места, представляет собой периодически повторяющуюся группу цифр. Другими словами, периодическая дробь — десятичная дробь, имеющая вид
{\displaystyle \pm a_{0},a_{1}\ldots a_{m}\underbrace {b_{1}\ldots b_{l}} \underbrace {b_{1}\ldots b_{l}} \ldots }
Такую дробь принято кратко записывать в виде
{\displaystyle \pm a_{0},a_{1}\ldots a_{m}(b_{1}\ldots b_{l})}
Повторяющаяся группа цифр {\displaystyle b_{1}\ldots b_{l}} называется периодом дроби, количество цифр в этой группе — длиной периода.
Если в периодической дроби период следует сразу после запятой, то дробь называется чистой периодической. Если же между запятой и первым периодом имеются цифры, дробь называется смешанной периодической, а группа цифр после запятой до первого знака периода — предпериодом дроби. Например, дробь {\displaystyle 1{,}(23)=1{,}2323\ldots } является чистой периодической, а дробь {\displaystyle 0{,}1(23)=0{,}12323\ldots } — смешанной периодической.
Основное свойство периодических дробей, благодаря которому их выделяют из всей совокупности десятичных дробей, заключается в том, что периодические дроби и только они представляют рациональные числа. Точнее, имеет место следующее предложение.
Теорема. Всякая бесконечная периодическая десятичная дробь представляет рациональное число. Обратно, если рациональное число раскладывается в бесконечную десятичную дробь, то эта дробь является периодической.
Можно показать, что чисто периодические дроби соответствуют рациональным числам, в записи которых в виде несократимой дроби {\displaystyle p/q} знаменатель {\displaystyle q} не имеет простых делителей {\displaystyle 2} и {\displaystyle 5}, а также рациональным числам {\displaystyle p/q}, у которых знаменатель {\displaystyle q} имеет только простые делители {\displaystyle 2} и {\displaystyle 5}. Соответственно, смешанные периодические дроби соответствуют несократимым дробям {\displaystyle p/q}, знаменатель {\displaystyle q} которых имеет как простые делители {\displaystyle 2} или {\displaystyle 5}, так и отличные от них.

### Преобразование периодической десятичной дроби в обыкновенную
Предположим, что дана периодическая десятичная дробь {\displaystyle x=0{,}(1998)} с периодом 4. Заметим, что домножив её на {\displaystyle 10^{4}=10000}, получим большую дробь {\displaystyle 10000x=1998{,}(1998)} с теми же цифрами после запятой. Отняв целую часть ({\displaystyle 1998}), на которую увеличилась дробь после её умножения, получаем исходную дробь ({\displaystyle x}):

{\displaystyle 10000x-1998=x}

{\displaystyle \Rightarrow }

{\displaystyle 10000x-x=1998}

{\displaystyle \Rightarrow }

{\displaystyle x={\frac {1998}{9999}}={\frac {222}{1111}}}

## Произношение десятичных дробей
В русском языке десятичные дроби читаются так: сначала произносится целая часть, потом слово «целых» (или «целая»), потом дробная часть так, как если бы всё число состояло только из этой части, то есть числитель дроби — количественное числительное женского рода (одна, две, восемь и т. д.), а знаменатель — порядковое числительное (десятая, сотая, тысячная, десятитысячная и т. д.).
Например: 5,45 — пять целых, сорок пять сотых.
Для более длинных чисел иногда десятичную часть разбивают по степеням тысячи.
Например: 0,123 456 — ноль целых, сто двадцать три тысячных, четыреста пятьдесят шесть миллионных.
Однако на практике часто как более рациональное, превалирует такое произношение: целая часть, союз «и» (часто опускается), дробная часть.
Например: 5,45 — пять и сорок пять; (пять — сорок пять).
Для периодических десятичных дробей произносят часть числа до периода (выраженную целым числом в случае чистой периодической дроби или конечной десятичной дробью в случае смешанной периодической дроби), а затем добавляют число в периоде.
Например: 0,1(23) — ноль целых, одна десятая и двадцать три в периоде; 2,(6) — две целых и шесть в периоде.

## История
Десятичные дроби впервые встречаются в Китае примерно с III века н. э. при вычислениях на счётной доске (суаньпань). В письменных источниках десятичные дроби ещё некоторое время изображали в традиционном (не позиционном) формате, но постепенно позиционная система вытеснила традиционную.
Тимуридский математик и астроном Джамшид Гияс-ад-дин аль-Каши (1380—1429) в трактате «Ключ арифметики» объявил себя изобретателем десятичных дробей, хотя они встречались в трудах Ал-Уклидиси, жившего на 5 веков раньше.
В Европе первоначально десятичные дроби записывали как целые числа в некотором оговоренном масштабе; например, тригонометрические таблицы Региомонтана (1467) содержали значения, увеличенные в 100000 раз и затем округлённые до целого. Первые десятичные дроби в Европе ввёл Иммануил Бонфис около 1350 года, в 1579 году их употребление пытался пропагандировать Виет. Но широкое распространение они получили только после появления сочинения Симона Стевина «Десятая» (1585).